# Chicago Blackhawks
Els Chicago Blackhawks són un equip professional d'hoquei gel de Chicago. Juga a la National Hockey League, a la Divisió Central de la Conferència Oest.
Des del 1994, l'equip té la seu al United Center, compartit amb els Chicago Bulls de l'NBA, amb hoquei arriba als 20.500 espectadors. Anteriorment, jugaven al Chicago Stadium. Els seus colors són el vermell, el negre i el blanc. L'equip juga amb jersei vermell i pantalons negres a casa, i amb jersei blanc i pantalons negres a fora.

## Història

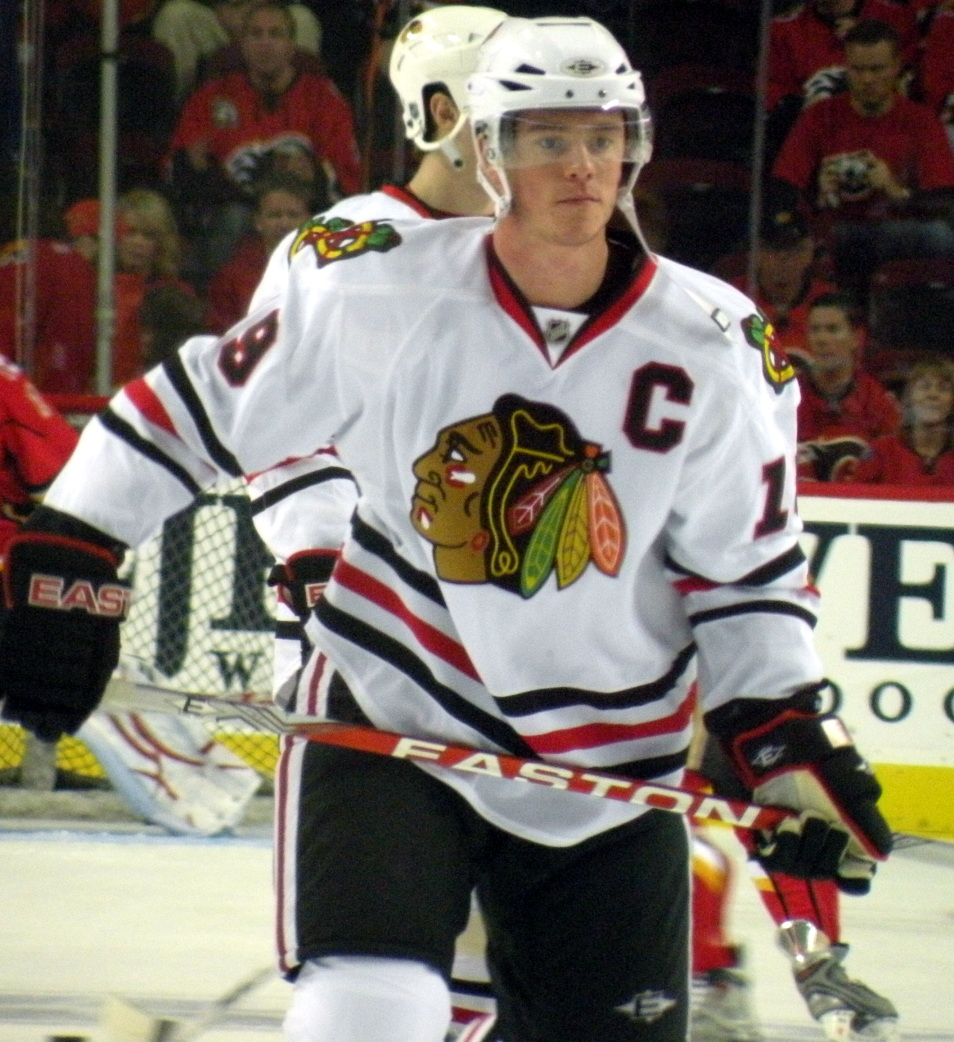
Equipació dels Chicago Blackhawks.

L'equip fou fundat el 1926, i és un dels Original Six (sis originals), els equips més antics de la lliga. El nom vol dir "Cap Àguila Negra" en honor del líder dels natius americans. L'equip ha guanyat 6 Stanley Cup (1933–34, 1937–38, 1960–61, 2009–10, 2012-13, 2014-15), la darrera el 2015. En els anys 1930 els Blackhawks van tenir la seva millor època de títols guanyant dues vegades la Copa Stanley. Als anys 1960 l'equip va tornar a ser fort i va guanyar la Copa Stanley el 1961, i va arribar a les finals del 1962 i del 1965. El 1991 l'equip va guanyar el Trofeu dels Presidents al millor equip de la lliga regular i el 1992 va aconseguir arribar a la final. El 2010 els Blackhawks van guanyar la primera Copa Stanley des del 1961. Van acabar la temporada regular amb 112 punts i van ser els campions de la Divisió Central. Van guanyar als Philadelphia Flyers a la final en 6 partits.

## Palmarès
- 6 Copa Stanley: 1933-34, 1937-38, 1960-61, 2009-10, 2012-13, 2014-15
- 6 Clarence S. Campbell Bowl: 1970–71, 1971–72, 1972–73 1991–92, 2009-10, 2014-15
- 3 Trofeu dels Presidents: 1966-67, 1969-70, 1990-91
- 2 Trofeu Príncep de Gal·les: 1966-67, 1969-70
- 1 Trofeu O'Brien: 1943-44
- Campionat de Conferència: 1970-71, 1971-72, 1972-73, 1991-92, 2009-10
- Campionat de Divisió: 1969–70, 1970–71, 1971–72, 1972–73, 1975–76, 1977–78, 1978–79, 1979–80, 1982–83, 1985–86, 1989–90, 1990–91, 1992–93, 2009-10